# Cholomiza bimaculata
Cholomiza bimaculata là một loài bướm đêm trong họ Geometridae.